# Pomarance
Pomarance är en ort och kommun i provinsen Pisa i regionen Toscana i Italien. Kommunen hade 5 661 invånare (2018).